# Faido
Faido je obec na jihu Švýcarska v kantonu Ticino, okrese Leventina. Nachází se v severní části kantonu, v údolí Valle Leventina. Žijí zde přibližně 3 000 obyvatel.

## Geografie
Obec leží v nadmořské výšce kolem 720 metrů na levém břehu řeky Ticino, na silnici Airolo–Bellinzona a také stanici Gotthardské dráhy, v údolí Valle Leventina. Původně zahrnovala pouze dno údolí, mezitím se však všechny bývalé obce středního údolí Valle Leventina pod Piottinem až po Biaschinu sloučily právě pod obec Faido.
Sousedními obcemi Faido jsou (podle abecedy) Acquarossa, Blenio, Bodio, Dalpe, Giornico, Lavizzara, Prato (Leventina), Quinto, Serravalle a Verzasca.

## Historie

Faido, letecký pohled z roku 1964

První zmínka o obci pochází z roku 1171 a jmenuje se Faedo. Pro rozvoj obce Faido v regionální centrum byla rozhodující jednak její poloha uprostřed údolí a na úpatí soutěsky Monte Piottino, přírodní překážky, která vyžadovala zastávku pro přepravu lidí a zboží, a jednak její funkce hlavního města, jehož osudy byly určeny vládou Uri nad Leventinou (v 15. – 18. století). Ve Faidu se scházelo shromáždění představitelů leventinské komunity (parlamento generale) a rada údolní komunity. Ve středověku byl kostel San Siro v Mairengu (doložený v roce 1171) křtitelnicí Vicinanza Faido. Kostel Sant'Andrea, zmiňovaný ve 13. století a přestavěný po požáru v roce 1331, se stal farním kostelem v roce 1579 a po roce 1830 byl rozšířen. Kaple San Bernardino da Siena z roku 1459 byla pod patronátem rodiny Varesi, které patřila i šestipatrová věž. V roce 1607 byl založen kapucínský klášter, který byl dlouhou dobu sídlem kapucínského semináře a kulturním centrem. Jeho škola byla přístupná chlapcům z údolí. Ke klášteru patří také kostel San Francesco, postavený v roce 1608 a přestavěný v letech 1785/1786.
Na jaře 2004 obyvatelé Faida v referendu schválili sloučení své obce s obcemi Chiggiogna, Osco, Mairengo, Calpiogna, Campello, Rossura, Calonico, Anzonico, Cavagnago a Sobrio. Od roku 2005 je součástí obce také horská vesnice Aldescio v nadmořské výšce 1550 m na jižním svahu nad Chiggiognou.
Protože většina obcí žádost o sloučení odmítla, vznikla nová obec původně pouze z obcí Faido, Chiggiogna, Rossura a Calonico. Dne 5. června 2005 byl návrh na nové sloučení schválen v referendu a sloučení nabylo právní moci 29. ledna 2006.
Dne 1. dubna 2012 se Faido sloučilo s obcemi Anzonico, Calpiogna, Campello, Cavagnago, Chironico, Mairengo a Osco. Sloučením se zvýšil počet obyvatel z 1527 (ke konci roku 2005, stará obec) na přibližně 3000 obyvatel (nová obec Faido). Dne 10. dubna 2016 se Faido sloučilo s obcí Sobrio.

## Obyvatelstvo
| Rok            | 1639 | 1745 | 1850 | 1880 | 1900 | 1950 | 1970 | 1980 | 1990 | 2000 | 2010 | 2020 |
| Počet obyvatel | 255  | 383  | 704  | 1293 | 860  | 1172 | 3657 | 3724 | 3306 | 3206 | 2978 | 2823 |

Údolí Leventina je jednou z italsky mluvících oblastí Švýcarska. Převážná většina obyvatel obce tak hovoří italsky.

## Doprava

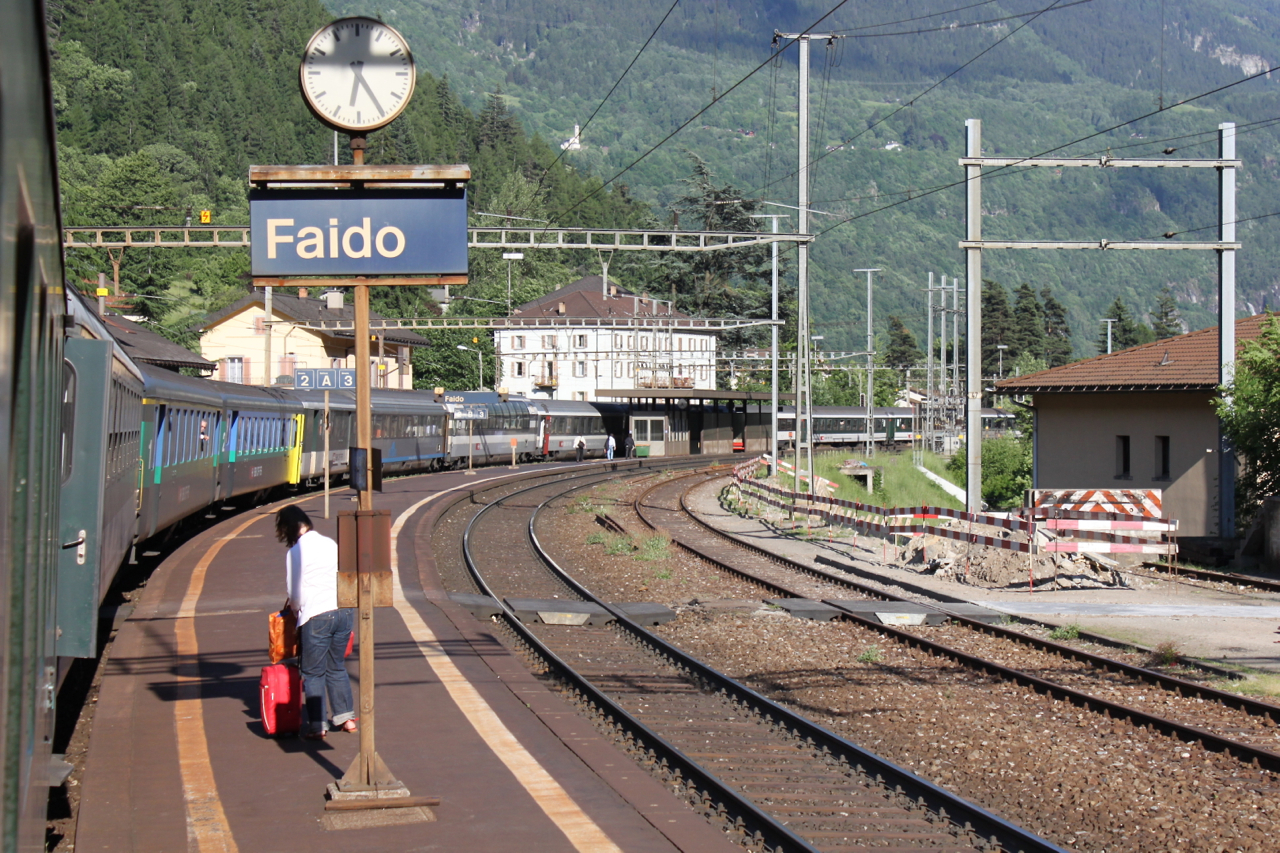
Železniční stanice Faido

Obec leží na švýcarské dálnici A2 (Basilej – Lucern – Gotthard – Lugano – Chiasso). Faidem prochází také původní kantonální hlavní silnice č. 2.
Faido se nachází na Gotthardské dráze, významné železniční trati, spojující střední Švýcarsko s kantonem Ticino. Od zprovoznění Gotthardského úpatního tunelu v roce 2016 byla většina tranzitní dopravy převedena do něj a původní trať tak obsluhují pouze regionální vlaky. Jižní portál Gotthardského úpatního tunelu se nachází na východním okraji sousední obce Bodio, expozice a návštěvnické centrum jsou v obci Pollegio.